# Carrickfergus
Carrickfergus (in gaelico irlandese Carraig Fhearghais, 'Rocca di Fergus') è una località dell'Irlanda del Nord, situata sulla costa orientale della propria nazione e nord-orientale dell'isola d'Irlanda. Fa parte della contea di Antrim e nel 2001 annoverava 27 201 abitanti, mentre tra i Distretti del Nord Irlanda è il centro amministrativo del Carrickfergus Borough Council. È la più antica cittadina della propria contea e prende il nome da Fergus Mór mac Eirc, re supremo di Dál Riata nel VI secolo, ma è anche a soli 10 km circa dal vecchio villaggio di Straid.
Decantata in una celebre canzone folk irlandese, chiamata appunto Carrickfergus e interpretata da vari artisti dell'isola smeralda, è inoltre rinomata per un interessante castello del XII secolo, uno dei manieri normanni meglio conservati in Irlanda, costruito intorno al 1180 da John de Courcy. Fu teatro di diversi scontri, tra cui una battaglia nel 1597 e una nel 1760. Anche la Chiesa di San Nicola di Carrickfergus è sempre del XII secolo. La cittadina è affacciata sul Belfast Lough.
Ne è Barone William, principe del Galles.

## Sport
- Carrick Rangers - calcio[1]
- Barn United - calcio
- Carrickfergus Cricket Club - cricket[2]
- Carrickfergus Golf Club[3]